# Grabs
Grabs est une commune suisse du canton de Saint-Gall, située dans la circonscription électorale de Werdenberg.

Photo aérienne prise à 400 m par Walter Mittelholzer (1922)

## Personnalités
- Pipilotti Rist, artiste vidéaste
- Peter Jehle, footballeur liechtensteinois
- Simon Ammann, sauteur à ski